# Walter de Souza Goulart
Walter de Souza Goulart (Rio de Janeiro, 1912. július 17. – 1951. november 13.) brazil labdarúgókapus.